# گل به خودی (فیلم)
گل به خودی فیلمی به کارگردانی احمد تجری، نویسندگی احمد تجری و لاله قهرمانی تهیه‌کنندگی علی قائم مقامی محصول سال ۱۳۹۹ است. این فیلم در سی و نهمین دوره جشنواره فیلم فجر حضور داشت.

## خلاصه داستان
این فیلم با فضایی موزیکال، قصه آمال و آرزوهای چند کودک را روایت می‌کند که در پرورشگاه زندگی می‌کنند و به کمک چند عروسک وارد ماجراهایی فانتزی و جذابی می‌شوند.

## بازیگران
| بازیگران       | نقش |
| -------------- | --- |
| ابوالفضل رجبی  |     |
| رایان سرلک     |     |
| ال آی بشارت    |     |
| آرینا تجری     |     |
| محمدرضا علی‌نیا |     |
| شقایق فراهانی  |     |
| نسیم ادبی      |     |
| علیرضا استادی  |     |
| ستاره حسینی    |     |
| مهسا ایرانیان  |     |
| غزاله اکرمی    |     |
| شادی عزیزی     |     |